# Шишка Василь Петрович
Шишка Василь Петрович (Вовк, Громовий; 1913, Трійця, Радехівський район, Львівська область – 6.03.1948, Трійця, Радехівський район, Львівська область) – лицар Срібного хреста бойової заслуги УПА 1 класу

## Життєпис
Освіта – 4 класи народної школи. За фахом – рільник. Після смерті батьків жив при старшому братові. Відбув строкову військову службу у Польській армії (1936-1937). Симпатик ОУН із 1937 р., член ОУН із 1938 р. У 1939 р. арештований польською поліцією за приналежність до ОУН. Вийшов на волю у вересні 1939 р. і в тому ж році емігрував до Німеччини, звідки повернувся в 1942 р. Активно працює в організаційній сітці як резидент СБ (1942-1944). Учасник збройного підпілля ОУН з весни 1944 р. Господарчий референт кущового проводу ОУН (1944-03.1948). 
Загинув у бою з облавниками. Будучи важко пораненим застрелився, щоб живим не потрапити в руки ворога. Тіло ворог забрав до Лопатина. Місце поховання невідоме. Вістун УПА (?); відзначений Срібним хрестом бойової заслуги 1 класу (23.10.1948) за участь у засідці під час якої був знищений підполковник МДБ Крижанівський.